# Isozaki Keita
Keita Isozaki (sinh ngày 17 tháng 11 năm 1980) là một cầu thủ bóng đá người Nhật Bản.

## Sự nghiệp câu lạc bộ
Keita Isozaki đã từng chơi cho Shonan Bellmare, Mito HollyHock, Vegalta Sendai và Sagan Tosu.